# 本·福西特
本·福西特（英語：Ben Fawcett，1990年12月31日—），澳大利亚男子轮椅橄榄球运动员。他曾代表澳大利亚参加2016年和2020年夏季残疾人奥林匹克运动会轮椅橄榄球比赛，其中2016年夏季残奥会获得一枚金牌。